# Mörzelspitze
Mörzelspitze är en bergstopp i Österrike.   Den ligger i distriktet Dornbirn och förbundslandet Vorarlberg, i den västra delen av landet, 500 km väster om huvudstaden Wien. Toppen på Mörzelspitze är 1 830 meter över havet, eller 255 meter över den omgivande terrängen. Bredden vid basen är 4,4 km. Mörzelspitze ingår i Kanisfluh.
Terrängen runt Mörzelspitze är kuperad söderut, men norrut är den bergig. Runt Mörzelspitze är det ganska glesbefolkat, med 47 invånare per kvadratkilometer.. Närmaste större samhälle är Dornbirn, 9,2 km nordväst om Mörzelspitze. 
Trakten runt Mörzelspitze består i huvudsak av gräsmarker.